# Comunità Nazionale della Grande Germania
La Comunità Nazionale della Grande Germania (in tedesco Großdeutsche Volksgemeinschaft, abbreviata GVG) fu una delle organizzazioni sostitutive del Partito Nazionalsocialista Tedesco dei Lavoratori (NSDAP), bandito dopo il fallimento del Putsch di Monaco nel novembre 1923. Fu fondata all'inizio di gennaio 1924 da Alfred Rosenberg e Hans Jacob su istruzione di Adolf Hitler.
Secondo un rapporto della Direzione di polizia di Monaco, il GVG fu iscritto nel registro delle associazioni il 15 aprile 1924, con Philipp Bouhler, che in seguito divenne Reichsleiter, in qualità di amministratore delegato. Membri del NSDAP formalmente sconosciuti, come i primi presidenti Max Harbauer e Andreas Reuter, agirono come leader. Piuttosto insignificante nei primi mesi, il GVG divenne più attraente per i dispersi sostenitori del NSDAP quando Julius Streicher e Hermann Esser vi entrarono nella primavera del 1924. Altri membri di spicco del GVG furono Artur Dinter, Wilhelm Frick, Gottfried Feder, Hermann Kriebel e Rudolf Buttmann.
In concorrenza con il GVG vi fu il Blocco Völkischer in Baviera, presieduto da Alexander Glaser, con il quale il GVG strinse accordi tattici per la presentazione dei candidati alle elezioni regionali bavaresi.
Dopo che Hitler rifondò il NSDAP il 27 febbraio 1925, il GVG si sciolse il 12 marzo e quasi tutti i suoi membri aderirono al NSDAP.